# Nivea

Nivea (вимовляється як [nive ː ː]) — бренд, що спеціалізується на засобах для догляду за тілом та шкірою. Належить німецькій компанії Баєрсдорф Beiersdorf. Nivea походить від латинського слова niveus/NIVEA/niveum, що означає «сніжно-білий».
Компанія була заснована 28 березня 1882 фармацевтом Карлом Паулем Баєрсдорфом (Beiersdorf). У 1900 році новий власник Оскар Тропловіц (Troplowitz) на водно-олійній основі розробив крем Eucerit, першу стабільну емульсію у своєму роді. Це було основою для Eucerit і пізніше, Nivea.
У 1930-х роках, Beiersdorf почав виробництво продуктів, таких як крем для засмаги, крем для гоління, шампунь та тонер для обличчя. Торгова марка «Nivea» була конфіскована у багатьох країнах після Другої світової війни. Beiersdorf завершила викуп конфіскованих прав на товарний знак в 1997 році.

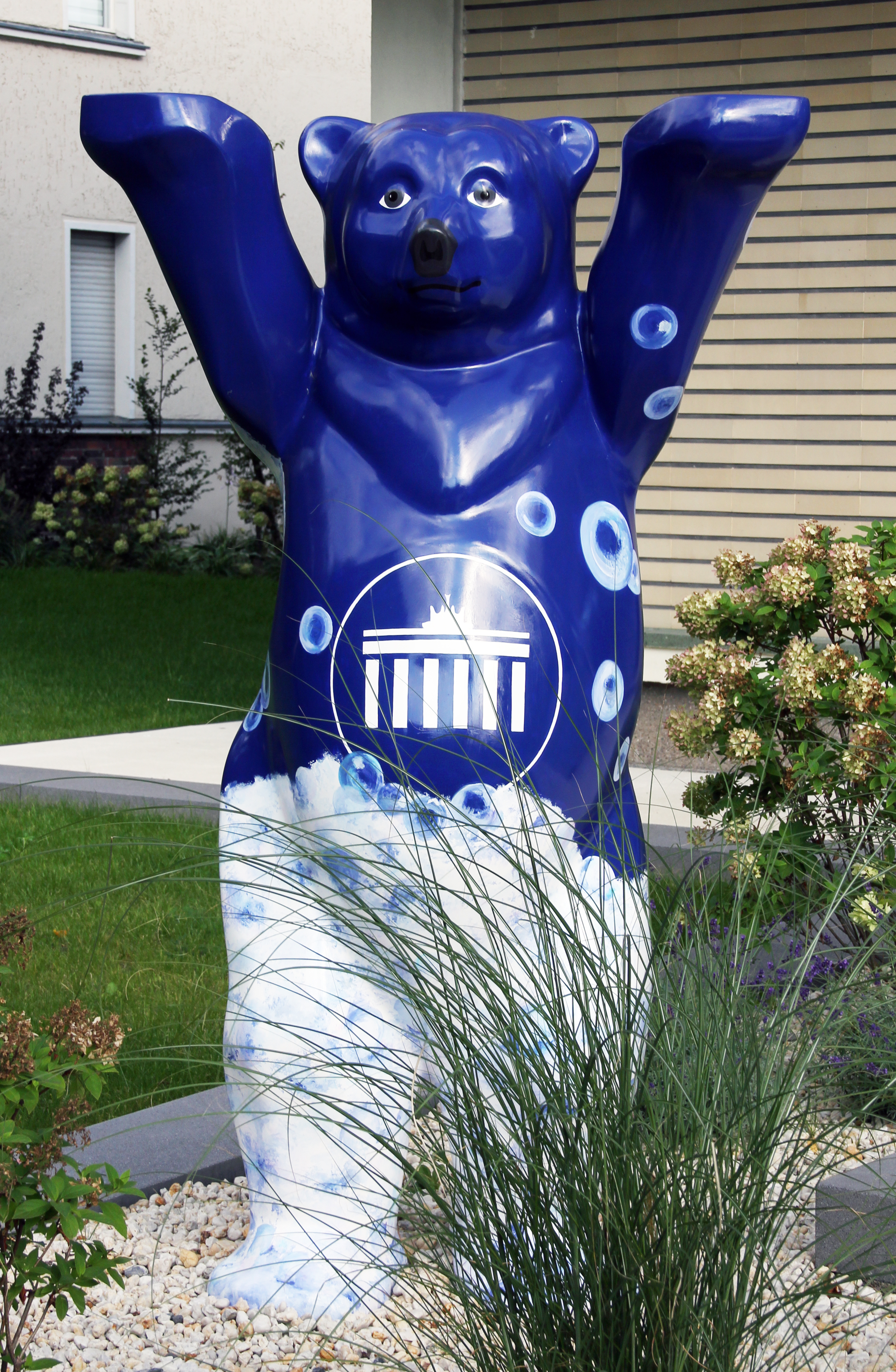
Nivea Ведмідь, Берлін-Шарлоттенбург

## Історія
Історія марки почалася з сенсаційного відкриття Eucerit (Евцеріт) — першого водно-масляного емульгатора. Відкриття Евцеріту (що означає «прекрасний віск»), дозволило створити першу стійку зволожуючу емульсію на водний-масляній основі.
У 1911 р. власник компанії «Баєрсдорф» Оскар Тропловіц (Oskar Troplowitz) в співпраці з фармацевтом Ісааком Ліфшютцом (Isaac Lifschϋtz) і дерматологом Паулем Ґерсоном Унна (Paul Gerson Unna) почав розробку крему для шкіри на основі емульсії евцеріту.
У грудні 1911 року на ринку з'явився перший у світі зволожувальний крем для шкіри тривалої дії. Тропловіц назвав цей крем NIVEA (Нівеа) від латинського слова «niveus» — білосніжний.
Лихоліття настали для компанії під час Першої світової війни, однак Тропловіц зміг протистояти моторошній інфляції й не дати своїй фірмі розоритися. Nivea пробує змінити імідж, вводить нове пакування — знамениту синю баночку з білим написом «Nivea».
У 1920-х рр. було ухвалено рішення обновити первинний образ. Дизайн упаковки був змінений — замість витонченого шрифту і дивного зображення на жовтому тлі з'явилася синя баночка з білим написом «NIVEA Creme».
У 30-ті роки марка NIVEA (Нівеа) та її власник компанія «Баєрсдорф» починає випускати спеціальний лосьйон для засмаги.
У цей період виходять на ринок нові продукти від NIVEA — крем для гоління, пудра і шампунь.
У 50-ті роки продукція марки NIVEA (Нівеа) стає відома в багатьох країнах світу.
У 60-ті роки в асортименті торгової марки NIVEA (Нівеа) з'явились сонцезахисні засоби.
Це також був період масового захоплення спортом і зростання попиту на спортивні товари. Так в рекламі торгової марки NIVEA з'являється синій м'яч, який стає символом бренду.

## Сьогодення
У дослідницькому центрі компанії «Байерсдорф» працює більше 150 людей.
Сьогодні торгова марка NIVEA (Нівеа) пропонує засоби по
- догляду за шкірою обличчя і тіла
- догляду за волоссям
- засоби для ванни і душу
- чоловічі косметичні засоби
- косметичні засоби для дітей
- сонцезахисні засоби

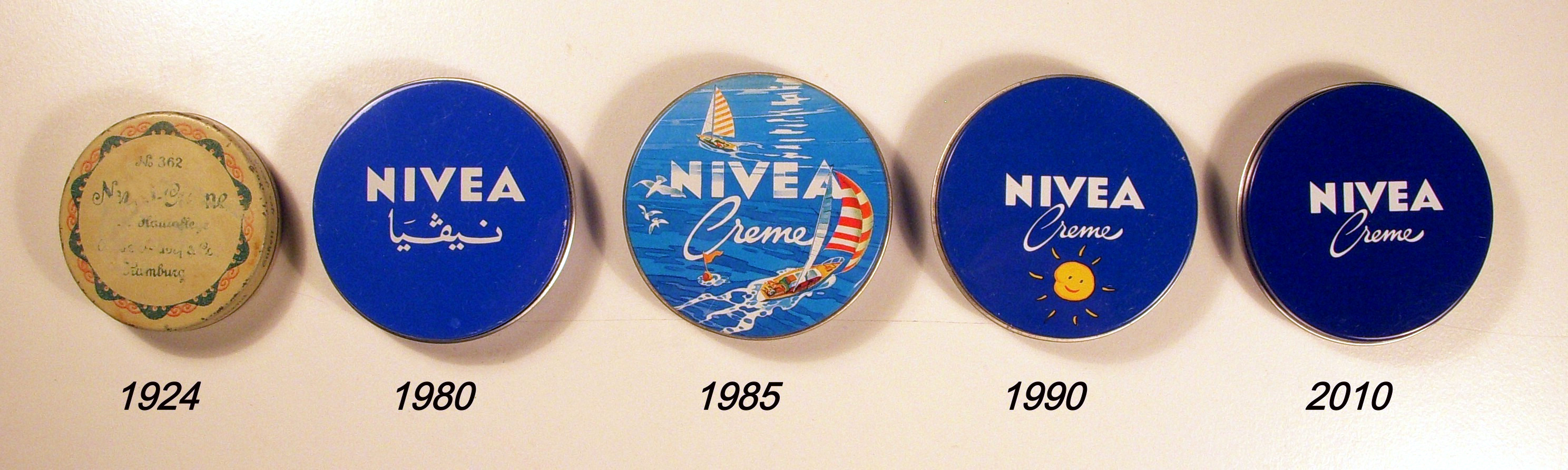
NIVEA Creme 1924-2010-х р.р.

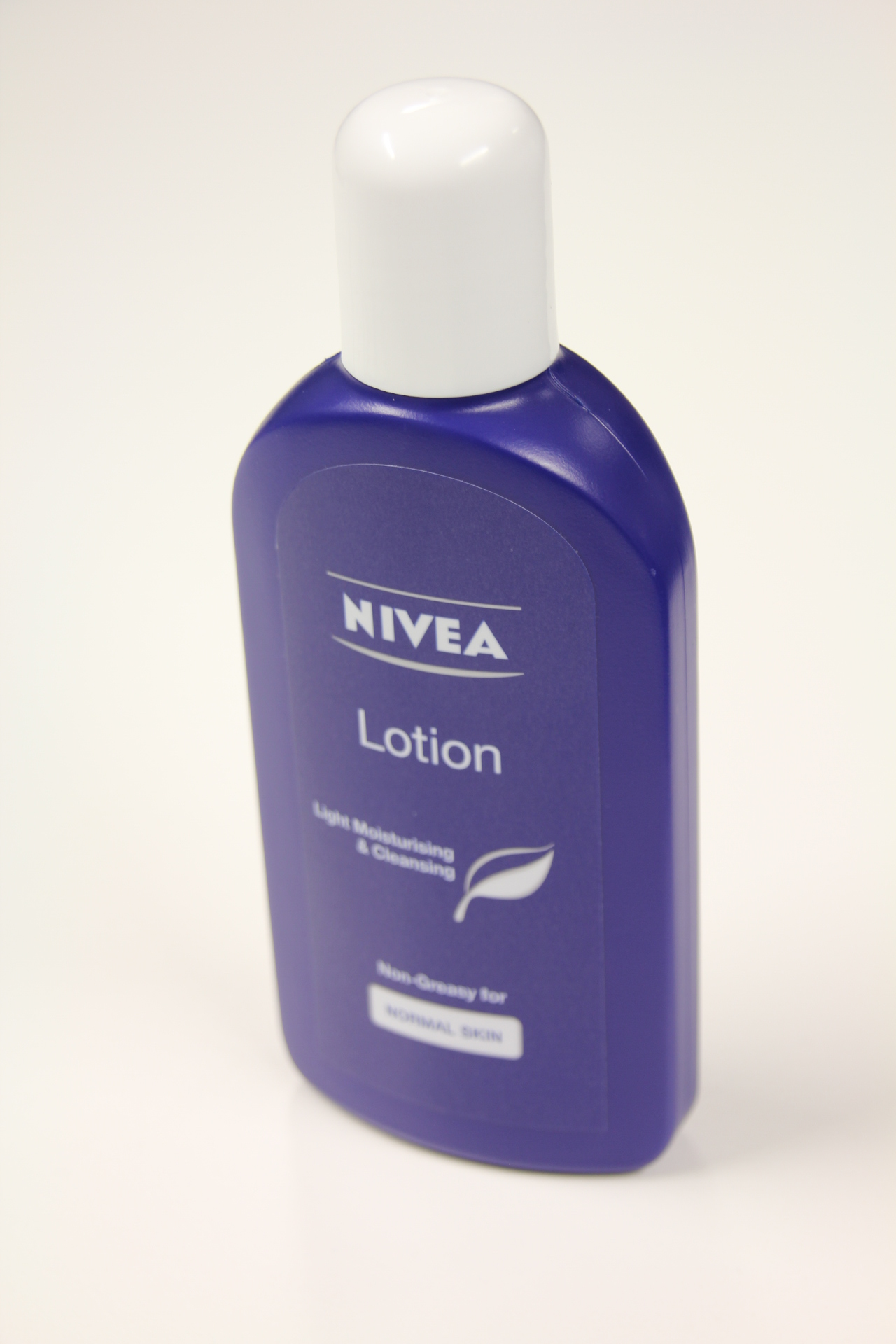
Nivea Lotion

Препарати, що випускаються фірмою, включають косметичні серії:
- NIVEA Visage — догляд за шкірою обличчя
- NIVEA Lip Care — догляд за губами, в тому числі і NIVEA Labello — серія гігієнічних помад
- NIVEA for Men — чоловіча косметика
- NIVEA Sun — захист від сонця
- NIVEA Body — догляд за шкірою тіла
- NIVEA Soft — лінія зволожуючих кремів з нейтральним рівнем ph
- NIVEA Creme — лінія зволожуючих кремів
- NIVEA Hand — догляд за руками
- NIVEA Hair Care — догляд за волоссям
- NIVEA Bath Care — косметичні засоби для ванни і душу
- NIVEA Baby — догляд за дитиною
- NIVEA Deo — лінія дезодорантів
- NIVEA Intimo — інтимна гігієна

## Обличчя бренду
Актори та моделі, які брали участь у маркетингових акціях Nivea:
- Consuelo Adler
- Jazmín Alcorta
- Hartje Andersen
- Olivia Asiedu-Poku
- Tahnee Atkinson
- Lorena Ayala
- Karina Bacon
- Sanda Bajic
- Luísa Beirão
- Christine Beutmann
- Lavinia Birladeanu
- Suzanne Black
- Sophie Boesen
- Ambre Boukebza
- Gisele Bündchen
- Ivon Cablewski
- Iulia Carstea
- Aleck Chavat
- Helen Clay
- Georgina Cooper
- Charlott Cordes
- Marta Csillik
- Mara Darmousli
- Sarah de Sage
- Annelies de Weert
- Michelle Donovan
- Ana Drezgic
- Janelle Fishman
- Anne Flore Trichilo
- Tassara Fonseca
- Franziska Frank
- Carol Gerland
- Rachelle Goulding
- Christobelle Grierson-Ryrie
- Anna Groth
- Natasa Grujicic
- Sarah Grünewald
- Кара Хамільтон
- Ана Хікманн
- Elli Hollands
- Pernille Holmboe
- Sarah Honne
- Amélie Honore
- Vanessa Incontrada
- Marisa Jara
- Amanda Johnson
- Ina Kiesel
- Jennifer Koelfgen
- Monika Król
- Estelle Lefébure
- Vicky Lenton
- Ruza Madarevic
- Gerda-Marie Maré
- Clara Mas
- Susie Mashford
- Jana Mikuteit
- Susan Miner
- Lea Moratille
- Karen Mulder
- Aline Nakashima
- Katia Oleg Peneva
- Ольга Отрокова
- Sophie Patitz
- Monica Pedro
- Anne-Lise Prat
- Esther Prat
- Jovana Prosenik
- Maggie Quigley
- Kristell Renat
- Hunter Reno
- Johanna Rhodes
- Ріанна
- Jussara Ap. Rodrigues Medeiros
- Susanne Schöneborn
- Ларисса Швайгер
- Клеренс Сиидорф
- Джейн Сеймур
- Інгрід Сейхейв
- Бритта Зигман
- Гордана Симунович
- Кім Сміт
- Мартина Смукова
- Чіара Сору
- Крістіна Свенссон
- Кристина Тева
- Сесиль Томсен
- Камілла Торссон
- Анна Токарска
- Сара Тун
- Даниела Урзі
- Мартина Валкова
- Івана Ванкова
- Вероника Варекова
- Еріка Віларді
- Александра Вукович
- Анне Віз
- Тарина Янг
- Тетяна Завьялова
- Інна Зобова[ru]
- Катя Зигулі